# Ноб-Ностер (Міссурі)
Ноб-Ностер (англ. Knob Noster) — місто (англ. city) в США, в окрузі Джонсон штату Міссурі. Населення — 2782 особи (2020).

## Географія
Ноб-Ностер розташований за координатами 38°46′2″ пн. ш. 93°33′41″ зх. д. / 38.76722° пн. ш. 93.56139° зх. д. (38.767358, -93.561432).  За даними Бюро перепису населення США в 2010 році місто мало площу 7,52 км², з яких 7,46 км² — суходіл та 0,06 км² — водойми.

## Демографія
Згідно з переписом 2010 року, у місті мешкало 2709 осіб у 1147 домогосподарствах у складі 675 родин. Густота населення становила 360 осіб/км².  Було 1347 помешкань (179/км²).
Расовий склад населення:
| - 80,0 % — білих - 9,1 % — чорних або афроамериканців - 3,1 % — азіатів - 0,7 % — вихідців з тихоокеанських островів - 0,6 % — корінних американців - 2,2 % — осіб інших рас |

До двох чи більше рас належало 4,2 %. Частка іспаномовних становила 6,8 % від усіх жителів.
За віковим діапазоном населення розподілялося таким чином: 25,4 % — особи молодші 18 років, 66,7 % — особи у віці 18—64 років, 7,9 % — особи у віці 65 років та старші. Медіана віку мешканця становила 27,1 року. На 100 осіб жіночої статі у місті припадало 106,8 чоловіків;  на 100 жінок у віці від 18 років та старших — 107,2 чоловіків також старших 18 років.
Середній дохід на одне домашнє господарство  становив 50 122 долари США (медіана — 43 496), а середній дохід на одну сім'ю — 62 303 долари (медіана — 59 107). Медіана доходів становила 31 583 долари для чоловіків та 21 707 доларів для жінок. За межею бідності перебувало 17,5 % осіб, у тому числі 34,5 % дітей у віці до 18 років та 2,1 % осіб у віці 65 років та старших.
Цивільне працевлаштоване населення становило 1387 осіб. Основні галузі зайнятості: публічна адміністрація — 29,8 %, мистецтво, розваги та відпочинок — 15,5 %, освіта, охорона здоров'я та соціальна допомога — 13,7 %.